# 克涅薩熱·卡西莫夫
克涅薩熱·卡西莫夫（1802年—1847年），是哈薩克汗國的最後一位可汗，阿布賚汗的孫子，來自朮赤-托熱氏族。
在現代哈薩克，他在國家一級被尊為1837-1847年哈薩克民族起義的領導人，以擺脫俄羅斯帝國獨立。在蘇聯史學中，克涅薩熱被描述為旨在將哈薩克與俄羅斯分離的反動封建君主主義運動的領導人。

## 生平
克涅薩熱的祖母是準噶爾渾台吉噶爾丹策零的女兒，父親哈斯木是一位托熱，有幾個妻子和眾多後代。他的正妻艾庫米斯是哈斯木六個孩子的母親——Sarzhan、Yesengeldi、Koshek、Agatay、Bopay和克涅薩熱。克涅薩熱的妹妹波佩是他起義的積极參與者。哈斯木第二任妻子所生的肯尼薩里的弟弟巴蒂爾·瑙裡茲拜也積极參與了起義。

## 死亡
克涅薩熱的叛亂持續十年，因俄羅斯城市不斷建立，俄羅斯人持續進入和國內政策被反對，1846年，克涅薩熱汗在俄國人的壓力下被迫離開中朱茲領土，他後來於與浩罕汗國所屬的吉爾吉斯人的戰爭中被俘，被囚禁了大約三個月，之後他被斬首。
克涅薩熱的死和起義的失敗使俄羅斯能夠完全征服哈薩克領土，並開始了向中亞進軍的新階段。